# Кобург
Кобург (на немски: Coburg) е град на германската провинция Бавария. Кобург е с население от 41 236 жители (по приблизителна оценка от декември 2017 г.). От 1746 е столица на князете Сакс-Кобург-Гота до 1918 когато Германия е провъзгласена за република.
Разположен е в североизточния край на Франконската койпер-лиасова равнина.

## Личности
Родени в Кобург
- Леополд I (1790 – 1865), крал на белгийците

Починали в Кобург
- Фердинанд I (1861 – 1948), княз и цар на българите